# Comenzaremos el bombardeo en cinco minutos

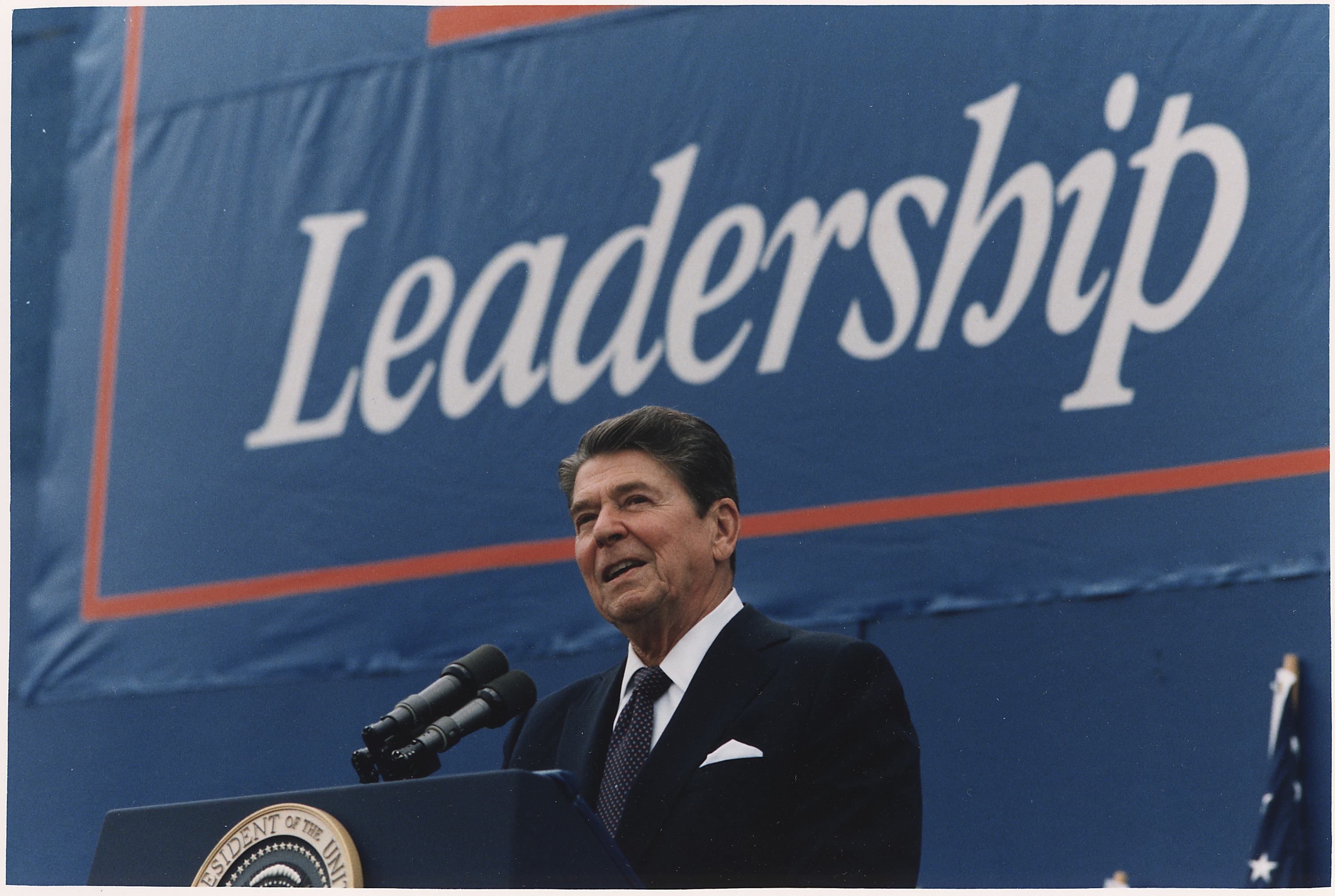
Reagan durante su gira de reelección, agosto de 1984

El 11 de agosto de 1984, el Presidente de los Estados Unidos, Ronald Reagan, mientras se presentaba a la reelección, se preparaba para hacer su discurso radial semanal del sábado en la Radio Pública Nacional. Como prueba de sonido antes del discurso, Reagan hizo el siguiente chiste a los técnicos de radio:

Mis compatriotas americanos, me complace decirles hoy que he firmado una legislación que declarará ilegal a Rusia para siempre. Comenzaremos el bombardeo en cinco minutos.

El chiste era una parodia de la primera línea del discurso de ese día:

Mis compatriotas americanos, me complace decirles que hoy firmé una legislación que permitirá a los grupos religiosos estudiantiles comenzar a disfrutar de un derecho que se les ha negado durante demasiado tiempo: la libertad de reunirse en las escuelas secundarias públicas fuera del horario escolar, tal como se permite a otros grupos estudiantiles.

Muchos estadounidenses tenían miedo de un ataque nuclear hasta que Reagan admitió que era una broma. Aunque esta no era la primera vez que Reagan bromeaba antes de dar un discurso, los soviéticos se ofendieron y comenzaron a burlarse de Reagan.